# フェノールアルデヒド

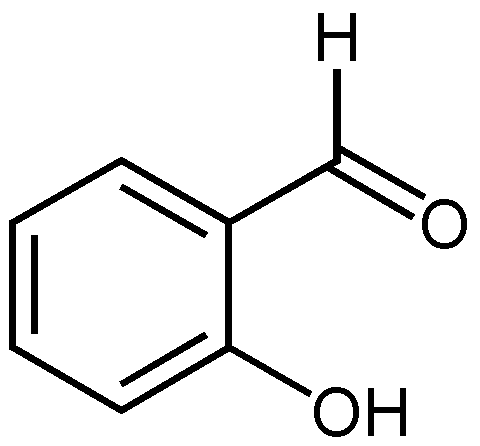
サリチルアルデヒド

フェノールアルデヒド（英語: phenolic aldehydes）は、フェノールの誘導体である。フェノールアルデヒドはワインやコニャックに含まれている。

## 例
- ヒドロキシベンズアルデヒド類
- プロトカテクアルデヒド
- バニリンとイソバニリン
- 2,3,4-トリヒドロキシベンズアルデヒドはニトベカズラから単離される[3]。